# Hattori Masashige
Pour les articles homonymes, voir Hattori Hanzō.
Hattori Masashige est un nom japonais traditionnel ; le nom de famille (ou le nom d'école), Hattori, précède donc le prénom (ou le nom d'artiste).
Hattori Masashige (服部 正重, 1580-1652) est un ninja de l'époque d'Edo. Il est fils de Hattori Hanzō, son frère aîné est Hattori Masanari et son frère cadet le moine Hattori Masahiro. Sa femme est la fille d'Ōkubo Nagayasu.
Il prend part à son premier combat à l'âge de 20 ans, lors de la bataille de Sekigahara et continue à se battre au siège d'Osaka. Après la mort de son frère à Osaka, il lui succède et devient le chef des ninjas d'Iga. Il continue à servir Tokugawa après que celui-ci a établi le shogunat Tokugawa en 1600.

## Source de la traduction
- (en) Cet article est partiellement ou en totalité issu de l’article de Wikipédia en anglais intitulé « Hattori Masashige » (voir la liste des auteurs).